# BBC Radio Norfolk
BBC Radio Norfolk – brytyjska stacja radiowa należąca do publicznego nadawcy BBC i pełniąca w jego sieci rolę stacji lokalnej dla hrabstwa Norfolk. Stacja ruszyła we wrześniu 1980 roku i obecnie dostępna jest w cyfrowym i analogowym przekazie naziemnym, a także w Internecie.
Siedzibą stacji jest gmach The Forum w Norwich, mieszczący także kilka innych instytucji, m.in. bibliotekę i punkt informacji turystycznej. Oprócz audycji własnych stacja transmituje również programy siostrzanych stacji lokalnych BBC z Northampton, Cambridge, Leeds, Chelmsford i Peterborough, a także nocne programy ogólnokrajowego BBC Radio 5 Live.